# Daliso e Delmita
Daliso e Delmita è un'opera in due atti di Antonio Salieri, su libretto di Giovanni De Gamerra. La prima rappresentazione ebbe luogo al Burgtheater di Vienna il 29 luglio 1776.

## Trama
La scena è nelle campagne contigue ad Atene.

## Discografia
- L'ouverture di Daliso e Delmita fa parte di Antonio Salieri. Overtures & Ballet music (Volume 1), direttore Thomas Fey, Mannheimer Mozartorchester. Haenssler Classic, 2008[2]